# Gabriel León Trilla
Gabriel Esteban León Trilla (Valladolid, 3 d'agost de 1899 – Madrid, 6 de setembre de 1945) fou un dirigent comunista espanyol.

## Biografia
Era fill d'un comandant d'infanteria retirat originari de Santander, Desiderio León, i de la lleidatana Ignàsia Trilla. La seva germana, Carmen, es casà amb José Bullejos Sánchez. Va estudiar Filosofia i Lletres a Madrid, on també va aprendre francès i rus. L'1 de març de 1918 va ingressar en l'Agrupació Socialista Madrilenya del PSOE, però el 30 de juliol de 1920 se'n donà de baixa per a ingressar al Partit Comunista Espanyol, amb el que el 1922 participà en la fundació del PCE. Quan el seu cunyat Bullejos fou nomenat secretari general el 1925 ell ho fou secretari d'agitació i propaganda. De novembre de 1928 a març de 1930 fou empresonat per la Dictadura de Primo de Rivera. Durant aquests anys freqüentà l'Ateneo de Madrid, on va conèixer la seva futura esposa, la russa Lidia Kúper.
El 1931 viatjà a l'URSS com a delegat del PCE a la Komintern. En tornar es posicionà al costat de Bullejos, Manuel Adame Misa i altres contra la Internacional Comunista, raó per la qual el març de 1932 fou expulsat del PCE. Aleshores va tornar al PSOE i ingressà a la Federación Nacional de Trabajadores de la Enseñanza, alhora que treballar com a mestre de francès a Madrid, Calataiud i Burgos.
En començar la guerra civil espanyola fou readmès al PCE, dirigí la revista Nuestra Bandera i lluità a la batalla de l'Ebre com a comissari polític del V Cos d'Exèrcit. En acabar la guerra es va exiliar a França, i després de passar pel camp d'Argelers i pel Camp d'internament de Vernet d'Arièja el juny de 1939 marxà a Ais de Provença, on col·laborà amb Jesús Monzón Reparaz en la reorganització del PCE a l'interior. El 30 de desembre de 1943 tornà clandestinament a Madrid. El març de 1944 fou nomenat secretari d'agitació i propaganda amb el pseudònim de Julio Torres Alarcon i hi organitzà la direcció del partit composta per Casto García Roza, Apolinario Boveda, Enrique Alegre, Narciso Gonzalez, Pere Canals i Josep Serradell Josep Roman. També s'encarregà de l'edició clandestina de Mundo Obrero.
Després del fracàs de la invasió de la vall d'Aran el 27 d'octubre de 1944 la direcció del PCE (encapçalada per Santiago Carrillo i Dolores Ibárruri) acusà Monzón i León del fracàs. L'abril de 1945 fou destituït de la secretaria d'agitació i propaganda i la direcció del PCE encarregà la seva mort a la partida del maquis Cristino García Granda, qui es negà a executar-lo ell mateix i hi envià dos homes del seu grup a fer la feina.
El 6 de setembre de 1945 fou apunyalat en un antic cementiri despoblat al carrer Abascal de Madrid per Francisco Esteban Carranque i José Olmedo González Gitano, i va morir en el trajecte cap a l'Hospital Clínic de Madrid.
En el seu informe al V Congrés del PCE a la tardor de 1954, Dolores Ibárruri va justificar l'acció:
| « | Com un vell i experimentat provocador, Trilla va lliurar a la policia l'organització del partit i de guerrillers... Monzón i Trilla van estar lligats amb el policia nord-americà Field, donant-li la possibilitat de reclutar per al seu treball elements vacil·lants, aventurers i arribistes ... | » |

Pel que fa als seus dos assassins, Francisco Esteban Carranque fou afusellat per les autoritats franquistes amb altres guerrillers de la partida de Cristino García el 21 de febrer de 1946. José Olmedo fou detingut el setembre de 1947, tancat al Penal d'Ocaña, condemnat a mort i afusellat el 17 de novembre de 1948.